# Generació de segon harmònic

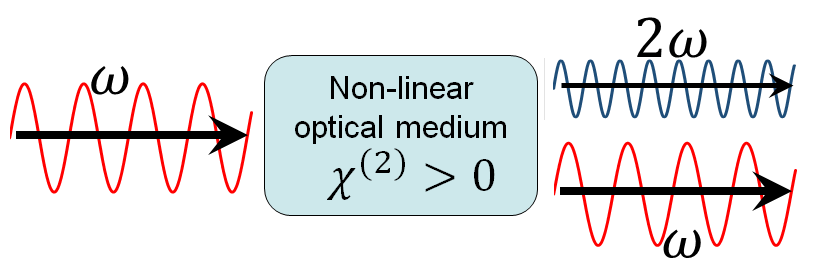
Vista esquemàtica de la conversió de SHG d’una ona emocionant en un medi no lineal amb una susceptibilitat no lineal no lineal no nul·la.

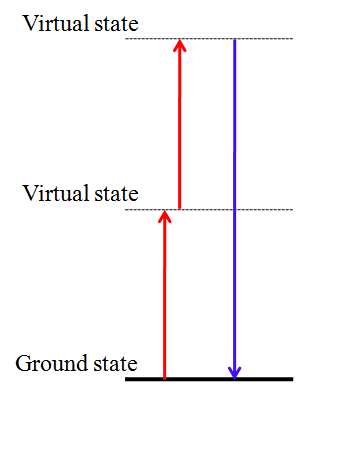
Esquema de nivell energètic del procés SHG.

La generació de segon harmònic (amb acrònim anglès SHG, també anomenada duplicació de freqüència) és un procés òptic no lineal en què dos fotons amb la mateixa freqüència interaccionen amb un material no lineal, es "combinen" i generen un nou fotó amb el doble d'energia que els fotons inicials (equivalentment, el doble de la freqüència i la meitat de la longitud d'ona), que conserva la coherència de l'excitació. És un cas especial de generació de freqüències sumades (2 fotons), i més generalment de generació d'harmònics.
La susceptibilitat no lineal de segon ordre d'un medi caracteritza la seva tendència a causar SHG. La generació de segon harmònic, com altres fenòmens òptics no lineals d'ordre parell, no està permesa en mitjans amb simetria d'inversió (a la contribució principal del dipol elèctric). Tanmateix, efectes com el desplaçament (oscil·lació) de Bloch–Siegert, que es troben quan els sistemes de dos nivells es condueixen a freqüències de Rabi comparables a les seves freqüències de transició, donaran lloc a la generació de segon harmònic en sistemes centrosimètrics. A més, en els cristalls no centrosimètrics pertanyents al grup de punts cristal·logràfics 432, l'SHG no és possible i sota les condicions de Kleinman SHG en els grups de punts 422 i 622 hauria de desaparèixer encara que existeixen algunes excepcions.
En alguns casos, gairebé el 100% de l'energia lluminosa es pot convertir a la segona freqüència harmònica. Aquests casos solen incloure raigs làser polsats intensos que passen per grans cristalls i una alineació acurada per obtenir la concordança de fase. En altres casos, com la microscòpia d'imatge de la segona harmònica, només una petita fracció de l'energia lumínica es converteix en la segona harmònica, però aquesta llum es pot detectar amb l'ajuda de filtres òptics.
Generar el segon harmònic, sovint anomenat duplicació de freqüència, també és un procés en la comunicació per ràdio; es va desenvolupar a principis del segle XX i s'ha utilitzat amb freqüències del rang de megahertz. És un cas especial de multiplicació de freqüència.